# والي إنجلش
والي إنجلش (بالإنجليزية: Wally English)‏ هو مدير فني أمريكي، ولد في 28 يونيو 1939 في لويفيل في الولايات المتحدة.